# August Bernhard Valentin Herbing
August Bernhard Valentin Herbing (* 9. März 1735 in Halberstadt; † 26. Februar 1766 in Magdeburg) war ein deutscher Organist und Komponist.

## Leben
Herbing war Sohn des Kantors Johann Georg Herbing (1698–1783). 1744 ging er nach Hamburg und war dort Schüler des Johanneums. Hier erhielt er möglicherweise Kompositionsunterricht von Georg Philipp Telemann. Später wirkte er am Magdeburger Dom und am Domgymnasium Magdeburg. 1755 wurde er zum Substituten und Adjunkten des Domorganisten Georg Tegetmeyer ernannt, dessen Nachfolger er 1764 wurde. 

## Werke
- Musikalischer Versuch in Fabeln und Erzählungen des Herrn Prof. Gellert, Leipzig 1759
- Musicalische Belustigungen, in dreyßig scherzenden Liedern, Erster Theil, Leipzig 1765
- Musicalische Belustigungen, in vierzig scherzenden Liedern, Zweyter Theil, Leipzig 1767